# Мар'янівка (Шполянська міська громада)
Мар'я́нівка — село в Україні, у Шполянській міській громаді Звенигородського району (до 17 липня 2020 року — у Шполянському районі) Черкаської області. Населення села складає — 948 осіб.

## Географія
Селом протікає річка Мар'янівка.

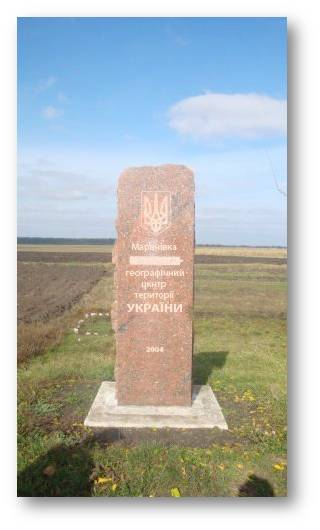
Пам'ятний знак «Центр України»

З 2005 року вважається, що на північно-східній околиці села знаходиться географічний центр України.
Відстань до районного центру становить близько 41 км і проходить автошляхом Н16.

## Історія
Село засноване у XVIII столітті. Станом на 1885 рік у колишньому власницькому селі Шполянської волості Звенигородського повіту Київської губернії мешкало 1400 осіб, налічувалось 404 дворових господарств, існували православна церква, 3 постоялих будинки, лавка та 13 вітряних млинів.
За переписом 1897 року кількість мешканців зросла до 1508 осіб (749 чоловічої статі та 759 — жіночої), з яких 1508 — православної віри.
17 липня 2020 року, у зв'язку з ліквідацією Шполянського району, село увійшло до складу Звенигородського району.
23 серпня 2021 року, до Дня Державного прапора, в селі підняли український прапор. На церемонії був присутній президент України Володимир Зеленський. З нагоди Дня Державного прапора в селі Мар'янівка Черкаської області та до 30-річчя Незалежності України був створений арткомплекс «Географічний центр — серце України».

## Населення

### Мова
Розподіл населення за рідною мовою за даними перепису 2001 року:
| Мова            | Кількість | Відсоток |
| --------------- | --------- | -------- |
| українська      | 1289      | 98.02%   |
| російська       | 25        | 1.90%    |
| інші/не вказали | 1         | 0.08%    |
| Усього          | 1315      | 100%     |

## Відомі особи
У селі народилися:
- Михайло Бондар — радянський офіцер, майор, учасник Берлінської операції. Керуючи однією зі штурмових груп, 30 квітня 1945 року підняв над Рейхстагом прапор СРСР. За цей подвиг нагороджений орденом Червоного Прапора.
- Кузьменко Олександр Юрійович (*1996) — український військовослужбовець.
- Слабошпицький Михайло Федотович (1946—2021) український прозаїк, критик, літературознавець, публіцист, громадський діяч.